# Синдром Гурлер
Синдро́м Гу́рлер (болезнь Пфаундлера — Гурлер, мукополисахаридоз-I H, англ. MPS-I H) — тяжёлое наследственное заболевание из группы мукополисахаридозов, относящихся к лизосомным болезням накопления. Характеризуется недостаточностью альфа-L-идуронидазы — фермента лизосом, участвующего в катаболизме кислых мукополисахаридов, которые составляют основу межклеточного вещества соединительной ткани.
Синдром Гурлер является одним из представителей группы мукополисахаридозов, объединённых термином гаргоилизм. Он клинически связан с синдромом Хантера (MPS II).

## Историческая справка
Заболевание, изначально названное болезнь Пфаундлера — Гурлер, впервые описано двумя педиатрами: австрийским — нем. Hurler Gertrud [G. Hurler] (1889—1965) и немецким — нем. Pfaundler Meinhard von [M. V. Pfaundler] (1872—1947).
Описанная авторами болезнь проявляется в первые месяцы жизни грубыми чертами лица (гаргоилизм), гепатоспленомегалией, тугоподвижностью суставов, деформацией позвоночного столба. Затем американским офтальмологом Шейе, англ. Н. G. Scheie (1909—1990) описана вторая форма болезни с более поздним началом и более доброкачественным течением, названная синдром Шейе. Позже описана промежуточная форма болезни, названная синдром Гурлер — Шейе.

### Эпоним
Заболевание названо в честь одного из первооткрывателей — австрийского педиатра Гертруды Гурлер (нем. Gertrud Hurler), (1889—1965).

## Эпидемиология
Синдром Гурлер встречается с частотой 1 на 100 000.

## Наследование

Аутосомно-рецессивный механизм наследования синдрома Гурлер: оба родителя являются носителями дефектного гена (помечен красным кружочком). По законам Менделя 50 % детей станут носителями (как их родители), 25 % родятся генетически здоровыми и в 25 % случаев — больными.

Данная группа заболеваний наследуется, как и подавляющее большинство лизосомных болезней накопления, по аутосомно-рецессивному типу наследования. Таким образом, синдром Гурлер с одинаковой частотой встречается как у мужчин, так и у женщин.
Аутосомно-рецессивный тип наследования на практике означает, что дефектный ген расположен на одной из двух аллельных аутосом. Заболевание клинически манифестирует только в случае, когда обе аутосомы, полученные по одной от отца и матери, являются дефектными по данному гену. Как и во всех случаях аутосомно-рецессивного наследования, если оба родителя несут дефектный ген, то вероятность наследования болезни у потомства составляет 1 из 4. Таким образом в среднем, на одного больного ребёнка в такой семье приходится три без клинических признаков проявлений генной болезни. На схеме синим цветом обозначены здоровые, фиолетовым — носители дефектного гена, красным — синдром Гурлер (два дефектных гена одной аллели). Синим кружочком помечен нормальный ген, красным — дефектный.

## Классификация
Согласно Международной классификации болезней десятого пересмотра (МКБ-10), различают:
- E76 Нарушения обмена гликозаминогликанов:
  - E76.0 Мукополисахаридоз, тип I. Синдромы: «Гурлер» (MPS-I H), «Шейе» (MPS-I S), «Гурлер — Шейе» (MPS-I H/S).

## Клиническая картина
Дети с синдромом Гурлер отличаются низкорослостью (отставание в физическом развитии наблюдается с конца первого года жизни). Характерны признаки гаргоилизма: крупный череп, крутой лоб, запавшая переносица, толстые губы, большой язык, характерное выражение лица («лицо выплевывающего воду»). Кроме того, отмечается короткая шея, ограниченная подвижность суставов (тугоподвижность, главным образом, затрагивает локтевые и межфаланговые суставы пальцев кистей и стоп), фиксированный кифоз на месте перехода грудных позвонков к поясничным, укорочение конечностей, в основном, происходит за счёт проксимальных отделов (бёдер и плеч), в меньшей степени — голеней и предплечий. Весьма своеобразно строение кисти пациента: пальцы короткие, одинаковые по длине (изодактилия) расходятся веерообразно, напоминая трезубец. Нижнепоясничный лордоз способствует выпячиванию живота вперёд, а ягодиц назад. Отмечается гепатоспленомегалия, склонность к формированию пупочной грыжи. Характерно диффузное помутнение роговицы за счёт накопления в ней дерматансульфата. Возможно развитие слабоумия, кариеса зубов, характерной формы ногтевых пластинок в виде часовых стёкол, тугоухость или глухота, низкий хриплый голос, гипертрихоз, сухие и жёсткие волосы. В большинстве случаев в патологический процесс вовлекается сердце — оно увеличивается в размерах, происходят изменения клапанов, миокарда, эндокарда, крупных и коронарных артерий. При рентгенологическом исследовании определяется преждевременное окостенение лямбдовидного шва, расширение турецкого седла, патологическая форма позвонков («рыбьи позвонки»), искривление лучевой кости, деформации метафизарных и эпифизарных отделов длинных трубчатых костей, короткие метакарпальные кости и фаланги пальцев. Также наблюдается прогрессирующая умственная отсталость. Такие дети обычно не доживают до 10 лет.